# De kleine zeemeermin (1989)
De kleine zeemeermin (originele titel The Little Mermaid) is een Amerikaanse animatiefilm uit 1989 geproduceerd door Walt Disney Feature Animation. Het is de 28e lange animatiefilm van Walt Disney Studios. De film kwam in 1989 uit in de Verenigde Staten, en verscheen in 1990 ook in de Nederlandse bioscopen.
De film is in de basis gebaseerd op het gelijknamige sprookje uit 1836 van de Deense schrijver Hans Christian Andersen. Vooral het einde van het sprookje is echter aangepast, om de film kindvriendelijker te maken.

## Verhaal
De mooie jonge zeemeermin Ariël is een van de dochters van koning Triton, wiens verborgen rijk diep onder de zeespiegel ligt. Ariël heeft een obsessie voor de mensenwereld en alles wat daarbij hoort. In haar persoonlijke grot verzamelt Ariël heimelijk allerlei spullen afkomstig uit de mensenwereld, die ze bijvoorbeeld uit gezonken scheepswrakken haalt. Ze wordt daarbij geholpen door haar trouwste vrienden, de vis Botje en de zeemeeuw Jutter. Koning Triton maakt zich hierover zorgen, omdat hij de mensen juist hartgrondig haat. Triton draagt zijn hofmuzikant, de krab Sebastiaan, op om speciaal op Ariël te letten.
Op een avond kijken Ariël en Botje stiekem mee hoe aan boord van een schip de verjaardag van de jonge en nog ongehuwde prins Erik wordt gevierd. Eriks majordomus Grimbert dringt erop aan dat Erik snel een partner moet vinden om een gezin te stichten. Ariël wordt op slag verliefd op Erik wanneer ze hem ziet. Wanneer het schip even later in een storm vergaat, redt ze Erik van de verdrinkingsdood en brengt hem veilig aan land. Ze zingt voor hem op het moment dat hij bijkomt. Hoewel Erik net te laat zijn ogen opendoet om Ariël nog goed te zien, heeft hij haar mooie stem wel gehoord. Hij is nu erg benieuwd wie hem gered heeft.
Wanneer koning Triton van Sebastiaan verneemt dat Ariël verliefd is geworden op een mens die ze bovendien het leven heeft gered, besluit hij zijn dochter hiervoor zwaar te straffen. Triton vernietigt in Ariëls grot alle verzamelde spullen, inclusief een standbeeld van Erik dat afkomstig was van het gezonken schip. De nu wanhopige Ariël besluit om de uit het rijk van Triton verbannen zeeheks Ursula om raad te vragen, hiertoe overgehaald door Ursula's persoonlijke boodschappers, de twee alen Gruwel en Griezel. Ursula en Ariël sluiten een deal: Ursula zal Ariël tijdelijk geheel in een mens veranderen door haar vissenstaart te vervangen door benen, zodat Ariël Erik aan land kan opzoeken. Hieraan zijn twee voorwaarden verbonden: Ariël moet haar stem aan Ursula afstaan én ze moet Erik binnen drie dagen een echte liefdeskus geven. Lukt dit niet, dan wordt ze weer een zeemeermin en zal dan volledig in Ursula's macht zijn. Ursula vangt Ariëls stem in een schelp.
Aan land heeft Ariël al snel een ontmoeting met Erik. Hoewel Erik gecharmeerd is van Ariël, herkent hij haar niet als degene die hem gered heeft. Omdat Ariël nu geen stem heeft, denkt Erik dat ze onmogelijk dezelfde kan zijn. Ariël wordt als gast in Eriks paleis ontvangen. Samen met Botje, Sebastiaan en de zeemeeuw Jutter probeert Ariël te zorgen dat Erik alsnog verliefd op haar wordt. Ariël is succesvoller dan Ursula had gedacht en dreigt inderdaad binnen drie dagen in haar opdracht te slagen. 
Gruwel en Griezel verhinderen op het laatste moment dat Erik en Ariël elkaar kussen wanneer ze samen in een boot zitten.  Als Ursula hierdoor inziet dat haar eigenlijke plan – koning Triton van de troon stoten en zelf aan de macht komen door Ariël te gijzelen – dreigt te mislukken, verzint ze een nieuwe list: ze neemt de gedaante aan van een mooie jonge vrouw en noemt zich Vanessa. Daarbij gebruikt ze Ariëls gestolen stem, zodat Erik denkt dat Vanessa de vrouw is die hem eerder heeft gered. Hij maakt meteen huwelijksplannen.
Tijdens de ceremonie aan boord van Eriks schip verhinderen Jutter en de zeedieren net op tijd de plechtigheid. In de chaos breekt Ursula’s magische schelp zodat Ariëls stem kan terugkeren naar de ware eigenares, die inmiddels ook aan boord is. Erik beseft nu dat Ariël degene is die hij echt zoekt. Hij wil Ariël kussen, maar net op dat moment gaat de zon onder en is de derde dag van Ariëls "proeftijd" voorbij. Ariël verandert weer in een zeemeermin, waarop Ursula haar direct ontvoert en mee terugneemt naar Tritons onderzeese rijk.
Ursula chanteert Triton met het met Ariël gesloten contract, waar Triton niets tegen kan doen. Ursula biedt Triton aan dat hij zijn eigen leven offert in ruil voor dat van Ariël, en Triton stemt in. Hierdoor verandert hij zelf in een poliep, net als alle gevangenen die Ursula eerder al maakte. Nu Ursula zelf de volle macht over alle zeeën heeft, probeert ze zowel Ariël als Erik te vermoorden met de drietand. In de nieuwe gedaante van een reus veroorzaakt ze een draaikolk die enkele scheepswrakken naar de oppervlakte brengt. Erik weet aan boord van een van de wrakken te komen, waarop hij Ursula doodt door haar aan de scherpe punt vooraan het schip te spietsen. Nu Ursula weg is, krijgen al haar gevangenen weer hun normale gedaante, inclusief Triton. 
Als Triton inziet dat niets de liefde van Ariël voor Erik kan stoppen, zwicht hij alsnog voor de hartenwens van zijn dochter; hij geeft haar opnieuw benen, en nu voor altijd, zodat Ariël nu als echte mens met Erik kan trouwen. Triton besluit tevens vriendschap te sluiten met de mensen.

## Rolverdeling
| Engelse stemacteur               | Nederlandse stemacteur                                              | Personage                       |
| -------------------------------- | ------------------------------------------------------------------- | ------------------------------- |
| Jodi Benson                      | Laura Vlasblom                                                      | Prinses Ariël/Vanessa           |
| Christopher Daniel Barnes        | Diederik Gelderman                                                  | Prins Eric                      |
| Pat Carroll                      | Nelly Frijda                                                        | Ursula                          |
| Samuel E. Wright                 | Freddy Gumbs                                                        | Sebastiaan (Sebastian)          |
| Jason Marvin                     | Egbert Stoelinga                                                    | Botje (Flounder)                |
| Kenneth Mars                     | Huib Broos                                                          | Koning Triton                   |
| Buddy Hackett                    | John Kraaijkamp sr.                                                 | Jutter (Scuttle)                |
| Ben Wright                       | Ton Lutz                                                            | Grimbert (Grimsby)              |
| Paddi Edwards                    | Alfred Lagarde                                                      | Gruwel/Griezel (Flotsam/Jetsam) |
| Edie McClurg                     | Trudy Libosan                                                       | Carlotta de huishoudster        |
| Kimmy Robertson Caroline Vasicek | Marloes van den Heuvel Jody Pijper Dian Senders Bernadette Kraakman | Zussen van Ariël                |
| Will Ryan                        | Arnold Gelderman                                                    | Harold het zeepaardje           |
| Frank Welker                     | Frank Welker                                                        | Max, Erics hond                 |
| René Auberjonois                 | Arnold Gelderman                                                    | Chef Louis                      |
| n.n.b.                           | Pim Roos Edward Reekers Sjef Poort Peter van Hoof Ruurd Boes        | Piraten Zeewezen                |

De Nederlandse vertaling lag in handen van: Jan Derk Beck

## Achtergrond en productie
De Kleine Zeemeermin was de eerste Disney-animatiefilm sinds dertig jaar die weer was gebaseerd op een reeds bestaand sprookje. De laatste van dit soort was Doornroosje uit 1959.
Walt Disney zelf had eind jaren 30 reeds plannen opgevat om het bekende sprookje van Andersen als basis voor een van zijn tekenfilms te gebruiken. Plannen voor de film bestonden zodoende al sinds het uitkomen van de allereerste lange animatiefilm Sneeuwwitje en de zeven dwergen, maar werden door verschillende omstandigheden steeds uitgesteld.

### Effecten
De film bestaat voor meer dan 80% uit speciale effecten. Dit was de laatste animatiefilm van Disney die in 1000 kleuren met de hand werd gekleurd. Er komen meer dan 1100 achtergronden aan te pas. Het duurde bijna een jaar om de twee minuten durende stormscène te maken.
Meer dan 400 technici en tekenaars werkten 3 jaar aan de film. Sherri Stoner werd gebruikt als model voor Ariël. Animators baseerden hun werk ook op een foto van Alyssa Milano.

### Scriptwijzigingen
Het script van de film wijkt op een aantal punten aanzienlijk af van het oorspronkelijke verhaal van Andersen, met name het einde. In het sprookje verandert de zeemeermin bijvoorbeeld van verdriet in schuim nadat haar prins met een ander is getrouwd. Plots van de oorspronkelijke verhalen zijn voor de Disney-tekenfilms vaak aangepast zodat ze positiever eindigen; de films zijn voornamelijk gericht op een jong publiek.

## Filmmuziek
De kleine zeemeermin werd gezien als "de film die Broadway in de animatiefilms bracht". Alan Menken schreef de muziek voor de film, en werkte samen met Howard Ashman aan veel van de gezongen nummers.

### Tracklist van Nederlandstalige soundtrack
1. Vadems benee – Koor
2. Generiek – Instrumentaal en koor
3. Fanfare – Instrumentaal
4. Dochters van Triton – Koor
5. Dat is mijn wens – Laura Vlasblom
6. Diep in de zee – Freddy Gumbs en koor
7. Dat is mijn wens (Reprise) – Laura Vlasblom
8. Al die Kommer en Kwel – Nelly Frijda
9. Les poissons – Arnold Gelderman
10. Kus haar dan – Freddy Gumbs en koor
11. Vuurwerk – Instrumentaal
12. Het sprongetje – Instrumentaal
13. De storm – Instrumentaal
14. De vernietiging van de grot – Instrumentaal
15. Gruwel en Griezel – Instrumentaal
16. Het koninkrijk rond – Instrumentaal
17. Slapengaan – Instrumentaal
18. De huwelijksaankondiging – Instrumentaal
19. Eric schiet te hulp – Instrumentaal
20. Een goed einde – Instrumentaal en koor

## Televisieoptredens
- Minimax (1998-2001)
- Veronica (2001-2005)
- P18+ (2003-2010)
- AVRO (2004-2005)
- Spektrum TV (2005)
- Yorin (2005-2010)

## Ontvangst
Na het succes van het gedeeltelijk geanimeerde Who Framed Roger Rabbit een jaar eerder, was dit de eerste complete animatiefilm sinds jaren die weer succesvol was voor de Disney Studio's. De kleine zeemeermin wordt dan ook vaak gezien als de eerste in de reeks die de animatiefilms van Disney weer nieuw leven inblies, na een aantal geflopte films uit de jaren 80. Met deze film begon een tijdperk dat onder fans en critici nu bekendstaat als de "Disney-renaissance".

## Uitgave
Disney-animatiefilms worden om de zoveel jaar (meestal 6 of 7) heruitgebracht in zowel in de bioscoop als op home video. De Kleine Zeemeermin is al een aantal keren verschenen op verschillende mediadragers.

### 1990 (originele bioscoop release)
De Kleine Zeemeermin verscheen ruim een jaar na de Amerikaanse première (november 1989), in de Nederlandse bioscopen eind 1990.

### 1991 (originele Videoband)
De film verscheen op videoband in 1991 zowel in de Nederlandse als Engels gesproken versies.

### 1998 (Re-release bioscoop & homevideo)
De film werd nogmaals uitgebracht in de bioscoop en op video in 1997/1998. Zeven jaar later en voor de eerste keer digitaal gerestaureerd op dvd in 1999.

### 2006 (special Edition dvd)
Disney had De Kleine Zeemeermin in oktober 2006 (7 jaar na de dvd-release) heruitgegeven als 2 disc special edition dvd. De film was opnieuw digitaal gerestaureerd.
Op de tweede disc stond veel nieuw bonusmateriaal en een voorproefje voor De Kleine Zeemeermin 3 (De kleine zeemeermin: Ariel, hoe het begon) die uiteindelijk pas in 2008 zou verschijnen.

### 2013 (Blu-Ray & 3D)
The Little Mermaid zou aanvankelijk in het najaar van 2013 opnieuw in de bioscoop verschijnen als stereoscopische film. De re-release werd geannuleerd vanwege tegenvallende kaartverkoop van eerdere titels zoals The Lion King, Beauty and the Beast, Monsters Inc en Finding Nemo.
De film is voor de allereerste keer in high definition op Blu-ray en 3D Blu-Ray verschenen, in september en oktober 2013. Een vernieuwde dvd-uitgave verscheen ook.
De 3D (blu-ray)-versie van de film is niet in Europa uitgebracht.

### 2019 (4K Blu-Ray & jubileum)
The Little Mermaid werd in februari 2019, zes jaar na de vorige release, opnieuw uitgebracht op Blu-ray en voor de eerste keer op 4k Blu-ray met verbeterde beeldkwaliteit.
Dit was een uitgave vanwege het 30-jarige jubileum van de film.
De twee vervolgfilms werden eveneens opnieuw uitgebracht met een nieuwe hoes.
Deze versie van de eerste film is niet in Nederland uitgebracht.

## Vervolgen
Het succes van De Kleine Zeemeermin zorgde er voor dat de film verschillende vervolgen kreeg.
Zo werd het verhaal uitgebreid met een tv-serie en kreeg de film twee vervolgen in de vorm van direct-naar-videofilms: De kleine zeemeermin II: terug in de zee en De kleine zeemeermin: Ariël, hoe het begon.
Er werden meerdere versies van een musical gemaakt, zowel op Broadway als in Nederland.
Het personage Ariël is als onderdeel van de Disney Princess Franchise, een van de succesvolste Disney-personages ooit.
Speciaal voor de Nederlandse markt verscheen ook het tijdschrift De Kleine Zeemeermin. Er werden 5 nummers uitgebracht tussen 1994 en 95. In die tijdschriften stonden onder anderen stripverhalen met Ariël en spelletjes.
Ariël dook op in verschillende de tv-series The House of Mouse, en Sofia the First (Sofia het prinsesje).

### De Kleine Zeemeermin(televisieserie, 1992-1994)
De kleine zeemeermin had haar eigen televisieserie, uitgezonden van 1991 tot 1994 in de Verenigde Staten. De serie kwam later vanaf 1997 op de Nederlandse tv. Een aantal jaar daarvoor waren er al videobanden van de eerste paar afleveringen uitgebracht in Nederland.
De serie speelt zich vóór het verhaal van de originele eerste film af. In elke aflevering beleven Ariël, Botje en Sebastiaan avonturen diep in de zee.
Na de verschillende videobanduitgaves in de jaren 90, verschenen sommige afleveringen op Disney Princess dvd's.
De serie is vanaf 2019 in zijn geheel te zien op Disney+.

### De kleine zeemeermin II: terug in de zee(film, 2000)
De Kleine Zeemeermin II werd eind 2000 voor het eerst op videoband en dvd uitgebracht. De film kreeg als ondertitel Return to the Sea (Terug in de zee).
De film gaat onder andere over het dochtertje van Ariël, Melody, die net als Ariël vroeger verlangt naar een wereld waar ze geen deel van uitmaakt, in dit geval de zee. Ariël moet er alles aan doen om te zorgen dat Melody niet in de kwade handen van zeeheks Morgana valt, die de zus is van de in de eerste film overleden Ursula.
In 2008 werd de film opnieuw uitgebracht op Special Edition dvd en in een verzamelbox met de originele film en de toen net uitgebrachte derde film.
In 2013 verscheen de film voor het eerst op Blu-ray.

### De kleine zeemeermin III: Ariël, hoe het begon(film, 2008)
De Kleine Zeemeermin III werd voor het eerst uitgebracht op dvd in september van 2008.
Het verhaal begint een jaar voor de eerste originele film De kleine zeemeermin. De film vertelt het verhaal van Ariëls moeder die veel van muziek houdt. Het onderwaterkoninkrijk Atlantica leeft in vrede en harmonie samen, tot op de dag dat Koningin Athena omkomt bij een ongeluk met een piratenschip. Koning Triton besluit om alle muziek te verbieden in Atlantica. Ariël moet samen met haar zes zussen proberen muziek, liefde, en harmonie terug te brengen in het koninkrijk Atlantica.
De film werd voor het eerst officieel aangekondigd door Disney op de Special Edition-dvd van het eerste deel in oktober 2006 onder de eenvoudige titel The Little Mermaid III. De "Vooruitblik", zoals het fragment werd genoemd, toonde een scène waarin Ariël met Botje een geheime muziekclub bezoekt en Sebastiaan ziet optreden.
Het duurde uiteindelijk 2 jaar voordat de film op dvd verscheen. De film kreeg als ondertitel Ariel's Beginning (Ariël, hoe het begon).
In 2013 werd de film opnieuw uitgebracht gebundeld met het tweede deel en voor het eerst op Blu-ray.

## Musicals

### Amerika (2008/2009)
Rond 2004 gingen er geruchten rond dat Disney Theatricals bezig zou zijn om The Little Mermaid op Broadway te krijgen.
In 2006 verscheen er op internet een demo-album van een workshopversie van de musical The Little Mermaid. Het album bestond uit liedjes van de tekenfilm samen met nieuwe nummers, allemaal begeleid op een piano.
In 2007 begon de musicalversie van The Little Mermaid  met try-outs in de stad Denver. De musical zou aanvankelijk in het najaar van 2007 op Broadway verschijnen maar door stakingen werd de première verschoven naar januari 2008.
In februari 2008 verscheen het castalbum van de musical.
De musical speelde van januari 2008 tot in de zomer van 2009.

### Nederland (2012/2013)
In 2011 liet voormalig directeur van Joop van den Ende theaterproducties (Stage Entertainment Nederland), Erwin van Lambaart in een interview weten, dat het bedrijf de rechten van de musical The Little Mermaid had aangekocht en dat zij de vrijheid van Disney hadden gekregen om de musical opnieuw te ontwikkelen en te produceren.
De Nederlandse versie van The Little Mermaid begon met try-outs in mei 2012.
De musical kreeg geheel nieuwe decors en kostuums die anders waren dan op Broadway. Ook werden er aanpassingen aan het script en de liedjes gemaakt.
The Little Mermaid ging in juni 2012 in première in het Nieuwe Luxor Theater Rotterdam.
In augustus 2012 verscheen het Nederlandse Castalbum. Op 1 september 2012 kwam het album op nummer zeven binnen in de Nederlandse Album Top 100. De week daarna steeg het album door naar de derde positie, de hoogste positie voor het album.
Vanaf 5 september 2012 speelde The Little Mermaid vast in het Beatrix Theater in Utrecht.
The Little Mermaid zou aanvankelijk stoppen op 6 januari 2013, maar door een toenemende kaartverkoop speelde de musical tot en met 7 juli 2013.

## Live-action remake
In mei 2016 kondigde Disney aan te werken aan een live-action remake van The Little Mermaid. Menken zou terugkeren als componist en enkele nieuwe nummers schrijven. Lin-Manuel Miranda zou de teksten schrijven voor de nieuwe liedjes. Op 6 december 2017 werd bekend dat Rob Marshall de film zou regisseren en dat Jane Goldman als scenarioschrijver zou dienen. Uiteindelijk kwam deze film uit in 2023, met Halle Bailey in de rol van Ariel en Melissa McCarthy als Ursula.

## Overig
- De mythologische koning Triton is in dit verhaal geen mythische maar een echt bestaande persoon.
- Als Triton in de openingsscène arriveert, zijn Mickey Mouse, Goofy, en Donald Duck heel even te zien als meerminnen tussen het publiek.
- De kleur van de vissenstaart van Ariël moest nog ontwikkeld worden, daarom gaven ze die kleur de naam Ariël.
- Het uiterlijk van het personage Ursula de zeeheks is gebaseerd op de beroemde drag-queen Divine.
- Jodi Benson, de originele stem van Ariël, wilde het lied Part Of Your World opnemen met gedimde lichten zodat ze zich kon inleven hoe het is om in een onderwater grot te zingen.
- De Kleine Zeemeermin heeft, door haar succes, latere animatiefilms van Disney geïnspireerd qua toon, muziek en humor. De film luidde een nieuw tijdperk voor Walt Disney Animation Studios in. Succesfilms als Beauty and the Beast, Aladdin, The Lion King en Pocahontas volgden,
- Een musicalversie van The Little Mermaid verscheen op Broadway in het najaar van 2007 en speelde tot in de zomer van 2009. Een aangepaste versie van de Broadwaymusical met nieuwe decors en een aangepast scenario verscheen in Nederland in het voorjaar van 2012 en speelde tot in de zomer van 2013
- De Kleine Zeemeermin was het eerste sprookje van Andersen waar een Disney-verfilming van werd gemaakt. Andersens verhaal De sneeuwkoningin werd in 2013 door Walt Disney Studios bewerkt als Frozen.
- Met drie films, een televisieserie, strips, een musical, een liveactionbewerking en merchandise is De Kleine Zeemeermin een van de grootste franchises van Disney.

## Prijzen
Academy Award
- Beste Originele Nummer voor Under the Sea (Winnaar)
- Beste Originele Muziek (Winnaar)

Grammy Award
- Beste opname voor kinderen (Winnaar)
- Beste nummer uit een Speelfilm (Winnaar)

Golden Globe
- Beste Originele muziek (Alan Menken) (Winnaar)
- Best Origineel nummer uit een Speelfilm voor Under the Sea (Howard Ashman, Alan Menken) (Winnaar)

Overig
- Golden Screen
- "Los Angeles Film Critics Association Award" voor "Beste Animatie" (1989)
- "Young Artist Award" voor "Beste familiespeelfilm, avontuur/animatie" (1990)